# Maghnia
Maghnia oder Marnia (arabisch مغنية, Zentralatlas-Tamazight ⵎⵖⵏⵢⵢⴰ Meɣneyya) ist eine nordwestalgerische Stadt mit ca. 100.000 Einwohnern und Hauptort einer aus mehreren Dörfern bestehenden Gemeinde mit insgesamt ca. 125.000 Einwohnern in der Provinz Tlemcen nahe der seit 1994 geschlossenen Grenze zu Marokko.
Die Stadt ist insbesondere durch den Vertrag von Lalla Marnia (Traité de Lalla-Marnia) vom 18. März 1845 zwischen Sultan Mulai Abd ar-Rahman von Marokko und Général Comte De la Rue (1795–1872) für Frankreich bekannt, in dem die Grenzen zwischen Algerien und Marokko festgelegt wurden.

## Lage und Klima
Maghnia befindet sich nur gut 10 km östlich der Grenze zu Marokko in einer Höhe von ca. 400 m. Die historisch bedeutsame Stadt Tlemcen ist gut 60 km in östlicher Richtung entfernt. Das Klima ist überwiegend trocken und warm; Regen (ca. 365 mm/Jahr) fällt hauptsächlich im Winterhalbjahr.

## Bevölkerung
| Jahr      | 1977   | 1987   | 1998   | 2008   |
| Einwohner | 39.294 | 52.275 | 73.558 | 87.373 |

Seit den 1960er Jahren erlebt Maghnia eine enorme Zuwanderung von Familien aus den ländlichen Regionen Algeriens.

## Wirtschaft
Die Wirtschaft der Umgebung ist hauptsächlich durch Ackerwirtschaft, Getreide- und Wollproduktion geprägt. Aufgrund der zunehmenden Bevölkerungszahl und der abnehmenden Niederschläge in der Gegend nimmt das Problem der Wasserversorgung in der Region um Maghnia zu. Maghnia verfügt über eine gute Straßen- und Schienenanbindung an andere algerische Städte. Der Grenzübergang zur nur 25 km entfernten Stadt Oujda in Marokko war bis zu seiner Sperrung im Jahr 1994 einer der wichtigsten des Landes. Die Ost-West-Autobahn endet westlich der Stadt an der marokkanischen Grenze.

## Geschichte
Es gibt archäologische Funde in der Umgebung, die auf eine prähistorische Besiedelung hinweisen; später kamen die Berber, aber auch die Phönizier und Römer. Im Jahr 1836 entdeckten die neuangekommenen französischen Streitkräfte Überreste niedergebrannter Wachposten aus der Zeit des Römischen Reiches. Den Inschriften nach waren diese Posten von einem Numerus Syrorum, d. h. von syrischen Bogenschützen besetzt. Maghnia war somit wohl westlichster Außenposten der Provinz Mauretania Caesariensis.
Aufgrund der geografischen Lage zwischen den Städten Fès und Tlemcen kamen im Jahr 710 auch die Araber hier vorbei. Vom 11. bis zum 14. Jahrhundert war die Gegend um Tlemcen zwischen den einheimischen Abdalwadiden und marokkanischen Invasoren (Almoraviden, Almohaden und Meriniden) umstritten. Ab dem Jahr 1554 gehörte sie zum Osmanischen Reich. Von 1830/48 bis 1962 war Maghnia Teil der französischen Kolonie Algerien. Im Jahr 1844 errichteten dort französische Truppen eine Redoute, um die herum eine moderne Stadt entstand.

## Sehenswürdigkeiten
- Zu den Hauptattraktionen Maghnias zählt das wahrscheinlich im 18. Jahrhundert entstandene Mausoleum der als heilig verehrten Namensgeberin der Stadt (Lalla Marnia).
- Ein beliebtes Ausflugsziel ist der ca. 10 km nordöstlich gelegene Mineralbrunnen von Hammam Boughrara.

## Söhne und Töchter der Stadt
- Ahmed Ben Bella (1918–2012), erster Präsident des unabhängigen Algerien
- Mohamed Khemisti (1930–1963), erster Außenminister Algeriens
- Mehdi Charef (* 1952), Schriftsteller, Filmregisseur und Bühnenautor
- Marcel Tinazzi (* 1953), französischer Radrennfahrer